# Dracht (kernfysica)
De dracht of ook indringdiepte is in de kernfysica de afstand of weg die een deeltje of straling in een stof kunnen afleggen.
Voor bètastraling geldt:
{\displaystyle R_{b}={\frac {0,5\cdot E_{b}}{\rho }}}
Hier is:
{\displaystyle R_{b}=R_{\beta ,\mathrm {lin} }} = lineïeke dracht (cm)
{\displaystyle E_{b}=E_{\beta ,\mathrm {max} }} = maximale energie (MeV)
{\displaystyle \rho } = dichtheid (g/cm3)

## Websites
- Universiteit Utrecht. Dracht van α-deeltjes in lucht.  gearchiveerd